# 岩手軽便鉄道
岩手軽便鉄道（いわてけいべんてつどう）は、後のJR東日本釜石線に相当する路線を運行していた、かつて岩手県に存在した鉄道事業者である。1936年（昭和11年）に官営鉄道に買収された。

## 路線データ
- 路線距離：花巻 - 仙人峠間 65.4km
- 駅数：22駅（全通時）、24駅（国有化直前、貨物駅、臨時停留場を含む）
- 軌間：762mm
- 複線区間：なし
- 電化区間：なし
- 動力：蒸気
- 最急勾配：25パーミル
- 最小曲線半径：120m

## 歴史
岩手県では、北上川沿いに日本鉄道線（現在の東北本線）が最初に開通した。これに対して三陸海岸側への鉄道の開通は大きく遅れることになり、長らく海岸と内陸の連絡は青森県や宮城県へ一旦鉄道で移動して海路を利用していた。1911年（明治44年）に当時の岩手県知事の笠井信一が、重要な製鉄所のある釜石への鉄道連絡を確立するため、県営鉄道の建設も視野に入れて調査を行わせたが、財政難から実現しなかった。しかしこれに呼応して民間で岩手軽便鉄道の構想が動き出すことになった。同年6月13日、岩手県稗貫郡花巻町（後の花巻市） - 上閉伊郡遠野町（後の遠野市） - 同郡上郷村沓掛（後の遠野市）間64.8kmの鉄道敷設の申請を行い、7月5日に早くも免許が交付されると、10月12日に資本金100万円で会社が設立された。本社は花巻町に置かれ、初代社長は金田一勝定（盛岡銀行頭取）、筆頭株主は横山久太郎（釜石製鉄所長）。宮沢賢治の母方の祖父も株主として出資していた。株主の大半は沿線住民であった。
1912年（大正元年）9月に路線の建設工事が両端から開始された。花巻を出てしばらくのところで北上川を横断する北上川橋梁 (238m) は、当初は木製の予定であったが岩手県が3万円の補助金を支出して鉄製に改められた。その後も引き続き岩手県が補助金を投入して支援をしている。1913年（大正2年）10月25日に最初の開業区間が花巻から土沢まで12.7kmが開通した。残りの区間の建設工事もかなり進捗していたが、8月27日に集中豪雨で完成した線路などが流失する被害を受けて、以後は部分開業を徐々に繰り返すことになった。これにより終点側での区間開業を行っており、一時期西線と東線で分離して運行していた。1914年（大正3年）4月16日に土沢 - 晴山間3.2kmが延伸開通した。続いて1914年（大正3年）4月18日にもっとも終点側の遠野 - 仙人峠間19.3kmが東線として開通した。ただし早瀬川第一橋梁完成まで仮橋経由で運行したため貨物営業のみで、旅客営業を開始したのは同年5月19日となっている。さらに同年12月15日、西線の晴山 - 岩根橋間5.8kmと東線の鱒沢（後に貨物駅の中鱒沢駅となり国有化時に廃止） - 遠野間10.6kmが同時に延伸開業し、1915年（大正4年）7月30日に東線の柏木平 - 鱒沢間4.2kmが延伸した。同年11月23日、最後の岩根橋 - 柏木平間9.5kmが開通して、花巻 - 仙人峠間65.3kmが全通した。宮守トンネル (322m)、鱒沢トンネル (302m) の2箇所が難工事であったため、この区間が最後となった。
こうして花巻から仙人峠までが762mm軌間の軽便鉄道で結ばれた。また仙人峠駅から直線距離で4kmほどのところにある大橋までは釜石から既に1911年（明治44年）11月3日に釜石鉱山鉄道が開通していた。これにより、中間の徒歩連絡をはさみながらも花巻から釜石までの鉄道連絡ができるようになった。しかし標高560mの仙人峠駅と標高254mの大橋駅の間の標高差は大きく、さらに間に標高887mの仙人峠があることから、この間を直接鉄道で結ぶことができなかった。
代わりに岩手軽便鉄道では、この間を結ぶ貨物用の索道（ロープウェイ）を建設、1914年（大正3年）4月5日開通させた。これは仙人峠まで鉄道が開通する13日前である。索道は玉村工務所製の単線循環式のもので、全長3.6km、ワイヤー径23mm、支柱30本、搬器約70個で、当初は仙人峠駅構内に設置した70馬力発動機で駆動しており、仙人峠から大橋へは100t、大橋から仙人峠へは40tの輸送能力があった。1923年（大正12年）8月に傍系の盛岡電気工業（後の東北配電（東北電力））が釜石方面への電力事業を開始したのに合わせて電動機駆動に更新されている。この索道では貨物・郵便物・新聞などが輸送された。
一方旅客は、仙人峠を歩いて越えていた。仙人峠駅からは峠まで2.1kmを上がり、そこから九十九折の急坂を大橋駅まで3.4kmの、あわせて2時間半から3時間かかる道のりであった。また個人営業の駕籠の便もあったが、花巻 - 仙人峠間の特等運賃1円71銭よりも高い2円50銭を徴収していたとの記録がある。さらに駕篭かきの客に対する態度が悪く、悪評が新聞で叩かれるなどしたが、この区間の鉄道連絡が完成するまで駕籠の運営は続けられた。
仙人峠 - 大橋間を結ぶ鉄道を建設する動きは1920年代頃から見られるようになった。時の内閣総理大臣は岩手県出身の原敬であったが、同じ岩手県の山田線の建設には積極的に取り組んだことに対して、政治的な理由で仙人峠の鉄道に関しては冷淡な態度を取った。この頃、会社は国鉄に依頼して建設ルートの試算を行っている。それによれば、足ヶ瀬 - 仙人峠間の花巻起点39マイル58チェーン地点に金山駅を設置して分岐し、仙人峠の下をトンネルでくぐって東側でループ線を設置し、北進してスイッチバック式の甲子駅を設置してその先で大きく南へカーブを描き、釜石鉱山鉄道に沿って南東へ向かい、唄貝駅で釜石鉱山鉄道へ合流する7マイル24チェーンの路線が検討されている。軌間1,067mm、最急勾配40パーミル、電気動力の前提で、建設費300万円と試算された。しかしこの額は、岩手軽便鉄道には到底出せるものではなかった。
1925年（大正14年）に岩手軽便鉄道の取締役であった瀬川弥右衛門が貴族院議員に選ばれ、仙人峠の連絡鉄道の国鉄による建設を請願するだけではなく、岩手軽便鉄道全体の国有化の運動も始められた。加えて、当時当社を率いた金田一国士（勝定の養子）は、金田一財閥の拡張策で逼迫した資金を国による買収金で好転させるため、国有化に向けた政界工作を活発化させた。これらの結果、1927年（昭和2年）第52回帝国議会で鉄道敷設法別表に花巻 - 遠野 - 釜石間の鉄道が追加されて予定線となり、さらに1929年（昭和4年）第56回帝国議会で建設線へ昇格した。続いて1936年（昭和11年）3代目社長の三鬼鑑太郎が買収論を掲げて代議士に当選し、第69回帝国議会で岩手軽便鉄道の国有化が決定され、169万5425円で買収されて同年8月1日に国鉄釜石線となった。仙人峠の索道もまた国鉄の経営するところとなった。これは国鉄史上唯一の索道線である。
国有化後は第二次世界大戦中の中断をはさみながら762mm軌間の1,067mm軌間への改軌が進められ、さらに仙人峠を越える鉄道の建設が行われて、1950年（昭和25年）10月10日に花巻 - 釜石間が全通している。

### 年表
- 1911年（明治44年）
  - 6月13日 免許申請
  - 7月5日 免許交付[2]
  - 10月12日 会社設立[3]
- 1912年（大正元年）
  - 8月1日 仙人峠索道仙人峠 - 大橋間3.6km免許取得
  - 9月 路線建設工事着工
- 1913年（大正2年）
  - 8月27日 集中豪雨により敷設済み線路などが流失
  - 10月25日 花巻 - 土沢間12.7km開通、花巻駅・矢沢停留場・幸田停留場・土沢駅開設[7]
  - 12月25日 似内停留場開設[16]
- 1914年（大正3年）
  - 4月5日 仙人峠索道仙人峠 - 大橋間3.6km開通
  - 4月6日 幸田停留場が幸田停車場へ昇格
  - 4月16日 土沢 - 晴山間3.2km開通、晴山駅開設[8]
  - 4月18日 遠野 - 仙人峠間19.3km開通、貨物営業のみ、遠野駅・上郷駅・足ヶ瀬給水所・仙人峠駅開設[9]
  - 5月16日 日ノ出臨時停留場開設
  - 5月19日 遠野 - 仙人峠間旅客営業開始[10]
  - 10月14日 青笹臨時停留場開設
  - 10月25日 足ヶ瀬給水所が足ヶ瀬信号所へ変更
  - 10月26日 青笹臨時停留場廃止
  - 12月15日 晴山 - 岩根橋間5.8km、鱒沢 - 遠野間10.6km開通、岩根橋駅・鱒沢駅・二日町停留場・綾織駅開設[11]
- 1915年（大正4年）
  - 4月10日 鳥谷ヶ崎停留場開設[17]
  - 5月1日 赤川停留場開設[18]
  - 7月30日 柏木平 - 鱒沢間4.2km開通、宇洞駅・柏木平駅開設[13]
  - 8月21日 淵ノ欠臨時停留場開設
  - 9月1日 青笹停留場開設[19]（1914年の臨時停留場とは場所が異なる）
  - 11月23日 岩根橋 - 柏木平9.5km開通、花巻 - 仙人峠間全通、宮守駅・平倉停留場開設、幸田を小山田へ改称[14]、足ヶ瀬信号所を足ヶ瀬停車場へ昇格
- 1916年（大正5年）
  - 2月10日 上郷を岩手上郷へ改称[20]
  - 2月25日 二日町停留場が二日町停車場へ昇格
  - 5月18日 日ノ出臨時停留場廃止
- 1917年（大正6年）6月15日 赤川停留場休止
- 1921年（大正10年）3月11日 鳥谷ヶ崎停留場移転
- 1923年（大正12年）8月 索道の発動機を電動機に更新
- 1924年（大正13年）
  - 8月29日 淵ノ欠臨時停留場休止
  - 12月16日 荒谷前駅開設、宇洞を鱒沢へ改称[12]

、二日町を岩手二日町へ改称
- 1925年（大正14年）2月20日 淵ノ欠臨時停留場廃止
- 1926年（大正15年）8月15日 関口停留場開設[22]
- 1927年（昭和2年）12月13日 赤川停留場廃止
- 1927年（昭和2年） 花巻 - 遠野 - 釜石間が鉄道敷設法の予定線となる
- 1928年（昭和3年）6月1日 中鱒沢駅廃止
- 1929年（昭和4年） 花巻 - 遠野 - 釜石間が建設線へ昇格
- 1930年（昭和5年）7月16日 中鱒沢駅開設（1928年廃止の駅とは場所が異なる）、貨物駅
- 1936年（昭和11年）
  - 3月25日 平倉停留場が平倉停車場へ昇格
  - 8月1日 国有化、国鉄釜石線となる

## 車両

### 蒸気機関車
岩手軽便鉄道では蒸気機関車を合計で10両所有していた。
1号から6号の6両は、南満州鉄道から購入したボールドウィン・ロコモティブ・ワークス製の13t級C形サイドタンク機関車である。もともとは京釜鉄道速成線用として1904年2月から4月にかけて100-129の30両が製造され、同鉄道の建設計画変更により日本陸軍臨時軍用鉄道監理部麾下の臨時鉄道大隊の手で日露戦争のために建設され、1905年に完成した安東県沙河鎮 - 下馬塘間110マイルを皮切りに、安東から奉天まで建設された第4軍用鉄道安奉線（後の瀋丹線）で運用されたが、戦後の1907年4月1日の南満州鉄道への移管後に、標準軌へ改軌された際に不要となって売却され、岩手軽便鉄道へ来たものである。満鉄時代の番号は1号、13号、15号、17号、39号、2号で、岩手軽便鉄道ではこの順に1号から6号となった。一時期盛岡電気工業（花巻電鉄）の電気工事遅れによる電車運転不能を救済するために客車と一緒に貸し出されていた車両もある。国有化後はケ231形のケ231 - ケ236になった。
7号と8号は1916年（大正5年）大日本軌道鉄工部製、9号は1919年（大正8年）雨宮製作所製のほぼ同形式のC形機関車であるが、国有化時には形式が分けられてケ237形ケ237・ケ238とケ239形となった。
11号は1913年（大正2年）オーレンシュタイン・ウント・コッペル製の9t級B形ウェルタンク機関車で、1915年（大正4年）に東京電気（後の東芝）から購入した。入換専用に用いられ、国有化時にケ92形となった。
これらの機関車は、11号以外は国有化後の改軌が完了した時点で全車廃車となった。11号（ケ92形）は、1937年（昭和12年）4月に松浦線へ転属し、さらに工事用機関車として車蒸84号に改称されて北海道や大阪で使用されて1958年（昭和33年）7月1日に廃車された。

### 客車

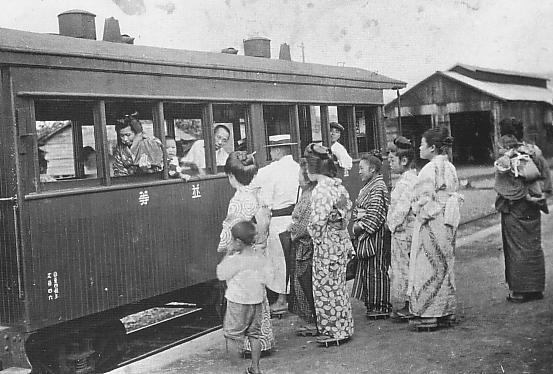
遠野駅にて停車中の並等の客車

客車は全部で25両を使用していた。記号としては、特等の客車がイ、並等の客車がロ、荷物車がニ、郵便車がユであった。このうち、特等は1934年（昭和9年）12月13日の届出により廃止され、並等に編入されている。
開業時に導入されたのが大日本軌道鉄工部製造のイロ1-3とロ4-10で、種類によらず番号を連続して振っていた。後に種類ごとに番号を振ることになり、1917年（大正6年）にロ8-10がロ1-3へ繰り上げられた。イロ1-3は後にイロ10-12へ改番され、さらに特等廃止時にロ10-12になった。
続いて、1918年（大正7年）8月22日認可で名古屋電車製作所製造のロニ20-23が導入された。また1919年（大正8年）に魚沼鉄道から1894年（明治27年）平岡工場製のロ30-33、イ40、ニ50を導入した。これは元々青梅鉄道が導入したもので、魚沼鉄道が路線延長時の増備用にあらかじめ購入したが、1,067mmへの改軌が決まったため実際に魚沼鉄道で使用されることなく岩手軽便鉄道へ流れてきたものである。イ40は特等廃止時にロ40となった。
最後に増備されたのが1927年（昭和2年）3月5日認可の日本車輌製造支店製造のロニ24・25と、同年9月15日認可の名古屋電車製作所製ユ80-82である。
これらの25両の車両はすべて国有化時に国鉄へ引き継がれ、改軌が完了するまで使用された。

### 貨車
貨車は大半が1913年（大正2年）から1914年（大正4年）にかけて大日本軌道鉄工部で製造された。国鉄に引き継いだのは有蓋車35両、無蓋車75両で、改軌完了後大半がアメリカ軍によって韓国へ持ち込まれている。朝鮮戦争の軍事輸送に使用されたものと考えられている。

### 車両数の推移
| 年度      | 機関車 | 客車 | 貨車 | 貨車 |
| 年度      | 機関車 | 客車 | 有蓋 | 無蓋 |
| --------- | ------ | ---- | ---- | ---- |
| 1913      | 2      | 4    | 3    | 16   |
| 1914      | 5      | 10   | 15   | 40   |
| 1915      | 7      | 10   | 15   | 60   |
| 1916-1917 | 9      | 10   | 25   | 60   |
| 1918      | 9      | 14   | 25   | 100  |
| 1919      | 10     | 20   | 25   | 100  |
| 1920-1927 | 10     | 20   | 35   | 90   |
| 1928-1935 | 10     | 25   | 35   | 75   |

## 運行
1913年花巻 - 土沢間開業時点
- 全線2往復
- 所要43分
- 運賃並等23銭

1934年11月1日ダイヤ改正時点
- 全線2往復、花巻 - 遠野間区間列車2往復半、花巻 - 晴山間区間列車1往復
- 全線所要 4時間15分（下り）、3時間40分（上り）
- 全線運賃並等1円14銭、特等1円71銭

## 輸送・収支実績
| 年度 | 乗客（人） | 貨物量（トン） | 営業収入（円） | 営業費（円） | 益金（円） | その他益金（円）            | その他損金（円）                       | 支払利子（円） | 政府補助金（円） |
| ---- | ---------- | -------------- | -------------- | ------------ | ---------- | --------------------------- | -------------------------------------- | -------------- | ---------------- |
| 1913 | 18,723     | 2,732          | 7,632          | 6,808        | 824        |                             | 索道681                                |                |                  |
| 1914 | 101,195    | 19,719         | 37,024         | 37,152       | ▲ 128      |                             | 索道3,489 重役退職慰労金1,000          | 4,955          | 32,632           |
| 1915 | 142,956    | 32,792         | 75,599         | 65,928       | 9,671      |                             | 索道3,005                              | 23,320         | 48,483           |
| 1916 | 177,527    | 43,822         | 132,806        | 86,938       | 45,868     |                             | 索道1,756                              | 35,240         | 60,218           |
| 1917 | 250,243    | 53,677         | 155,341        | 101,224      | 54,117     |                             | 索道4,420雑損117                       | 34,047         | 39,439           |
| 1918 | 320,344    | 53,300         | 218,530        | 150,536      | 67,994     | 索道777                     |                                        | 29,408         | 12,381           |
| 1919 | 347,475    | 63,240         | 300,778        | 203,563      | 97,215     | 索道4,562                   | 5638政府補助返納金110                  | 27,673         |                  |
| 1920 | 331,655    | 70,456         | 362,620        | 267,312      | 95,308     | 積立金繰入10,000            | 索道1,799                              | 26,796         |                  |
| 1921 | 325,203    | 59,810         | 363,658        | 253,199      | 110,459    |                             |                                        |                |                  |
| 1922 | 339,142    | 58,948         | 377,807        | 245,608      | 132,199    |                             |                                        |                |                  |
| 1923 | 353,976    | 66,437         | 418,695        | 255,472      | 163,223    | 索道7,229                   |                                        | 21,098         | 2,209            |
| 1924 | 361,578    | 63,752         | 418,195        | 254,271      | 163,924    | 索道6,583                   | 政府補助金返納2                        | 21,995         | 5,183            |
| 1925 | 372,057    | 60,028         | 412,887        | 255,831      | 157,056    | 索道11,365 準備金繰入15,000 |                                        | 21,865         | 6,842            |
| 1926 | 390,242    | 57,348         | 410,045        | 259,355      | 150,690    | 索道11,516                  | 雑損4491                               | 16,326         |                  |
| 1927 | 400,796    | 57,688         | 399,145        | 252,154      | 146,991    | 索道7,882                   |                                        | 16,562         |                  |
| 1928 | 383,269    | 61,368         | 399,073        | 248,091      | 150,982    | 索道2,660                   |                                        | 23,400         |                  |
| 1929 | 384,165    | 54,018         | 375,349        | 226,919      | 148,430    | 索道707 準備繰入22,147      | 雑損その他22,554                       | 23,400         |                  |
| 1930 | 302,457    | 37,147         | 280,673        | 195,908      | 84,765     |                             | 雑損6,756索道9,264                     | 23,374         |                  |
| 1931 | 312,394    | 36,966         | 238,512        | 158,750      | 79,762     |                             | 雑損7,349 索道自動車15,562             | 21,847         |                  |
| 1932 | 197,856    | 38,772         | 223,397        | 154,270      | 69,127     |                             | 雑損18,527 自動車運送7,481             | 22,774         |                  |
| 1933 | 284,137    | 39,691         | 238,085        | 176,770      | 61,315     |                             | 索道自動車13,258                       | 24,018         |                  |
| 1934 | 286,441    | 46,151         | 246,281        | 181,215      | 65,066     |                             | 雑損29,395 索道自動車15,087            | 22,811         |                  |
| 1935 | 265,145    | 38,183         | 234,582        | 182,553      | 52,029     |                             | 索道その他15,749                       | 22,323         |                  |
| 1936 | 70,215     | 10,270         | 66,733         | 112,058      | ▲ 45,325   |                             | 自動車その他5,233 預金売却差損金24,117 | 7,229          |                  |

- 鉄道院年報、鉄道院鉄道統計資料、鉄道省鉄道統計資料、鉄道統計各年度版

## 駅一覧
国有化した1936年時点を基準に、それ以前の廃止駅はカッコ内に示す。これ以前に改称している駅も多数ある。
- 花巻駅 - 鳥谷ヶ崎駅 - 似内駅 - 矢沢駅 - 小山田駅（1915年までは幸田駅） - 土沢駅 - 晴山駅 - （淵ノ欠駅、1924年休止、1925年廃止） - 岩根橋駅 - 宮守駅 - 柏木平駅 - 鱒沢駅（1924年までは宇洞駅） - （貨）中鱒沢駅 - 荒谷前駅 - 岩手二日町駅 - 綾織駅 - 遠野駅 - 青笹駅 - 関口駅 - （赤川駅、1927年廃止） - 岩手上郷駅 - 平倉駅 - 足ケ瀬駅 - （日ノ出駅、1916年廃止） - 仙人峠駅

淵ノ欠、日ノ出は臨時停留場。花巻駅は国鉄の花巻駅の前にあった。

## 接続路線
- 花巻駅：鉄道省東北本線、花巻電気（1921年から盛岡電気工業、1926年から花巻温泉電気鉄道、後の花巻電鉄）

## 小説
一般に、宮沢賢治の小説「銀河鉄道の夜」は、岩手軽便鉄道の沿線風景をモチーフにしたとされている。